# KTSテレビ夕刊
『KTSテレビ夕刊』（ケイティーエステレビゆうかん）は、1982年4月1日から1985年3月29日まで鹿児島テレビ（KTS）が平日夕方に放送していたローカルワイドニュース番組。

## 概要
放送時間は毎週月曜 - 金曜 18:00 - 18:30。1983年4月4日から1984年3月30日までは一時的に5分フライングスタートの17:55 - 18:25に変更されていたが、1984年4月2日に元の18:00開始に戻った。
1985年4月1日に『FNN KTSスーパータイム NEWS&SPORTS』（『FNNスーパータイム』の全国ニュースを内包）がスタートするのを受け、番組は同年3月29日放送分をもって終了した。なお、KTSは夕方の全国ニュースはそれまでANN（ - 1982年9月）とNNN（1982年10月 - 1985年3月）から受けており、全国のFNN加盟局で唯一夕方のFNNニュース枠をネットしていなかった。

## 巨人戦の先行放送
NNNとネットを組んでいた1984年のプロ野球シーズンに、本番組のスポーツコーナーで日本テレビのプロ野球巨人戦ナイターの先行放送を実施していた。火曜日と木曜日には19:00以降がフジテレビ受けだったことから（日本テレビ発の）プロ野球ナイター中継は無かったが、この先行放送は実施された。
因みに、日曜日には『独占!!スポーツ情報』のコーナーでも番組開始当初の1979年シーズンから先行放送されていたが、1985年4月1日にFNNへの夕方のニュース枠ネットの交換が行われたことにより、『KTSテレビ夕刊』の放送は終了。それに合わせ『独占!!スポーツ情報』の同時ネット枠もフジテレビ系時差ネット枠（『世界名作劇場』）へ切り替えられ、同番組のネットは1985年3月31日放送分を以って終了した。この両番組の終了ともども、KTSの日テレ系巨人戦先行放送も『独占!!スポーツ情報』の番組開始から6年目の1984年シーズンで終了した。

## ニュースキャスター
1983年からは司会者として、南日本新聞論説委員長を歴任した評論家の浜島速夫を起用した。外部キャスターが司会をしたのはKTSのニュース・情報番組史上初だった。また、アシスタントは川辺ゆかりが担当した。川辺は後番組である『KTSスーパータイム』でも、小澤一彦とともに初代キャスターを務めた。

## スタジオセット
- KTSが開局10周年を迎えた1979年4月に、本社の増築工事を行い現在のスタジオ棟が完成。
- これと関連して本社2Fにあった小スタジオが報道専用となり、クロマキーをバックにした簡素なセットが設置された。
- このニューススタジオは、その後の『FNN KTSスーパータイム NEWS&SPORTS』や『KTSスーパーニュース』でも引き続き使用されたが、2006年4月3日の社屋改修によって無くなった。

## タイトル
- 宇宙空間をイメージしたコンピュータグラフィックスに当時のKTSのロゴが回転。その後赤字でタイトルをズームダウンする形で表示した。
- バックにはKTS社屋のグラフィックス。